# Columbia Records
Columbia Records je ameriška glasbena založba v lasti japonskega založnika Sony Music Entertainment, ki je del ameriške podružnice korporacije Sony. Kot podružnica Edisonove North American Phonograph Company je bila ustanovljena leta 1887, nato pa je delovala samostojno od leta 1894 do 1938, ko jo je prevzelo podjetje CBS. Tega je leta 1988, po črnem ponedeljku na ameriških borzah leto dni pred tem, prevzela korporacija Sony, del katere je založba še zdaj. Matična korporacija je blagovno znamko obdržala, s čimer je Columbia Records najstarejša še aktivna blagovna znamka v ameriški glasbeni industriji. S filmskim studiom Columbia Pictures zgodovinsko nima neposredne povezave, je pa ta zdaj prav tako v Sonyevi lasti.
Kot pomemben igralec na trgu se je založba uveljavila po drugi svetovni vojni po zaslugi tehnoloških inovacij in prodornega vodstva ter prehitela glavnega tekmeca, založbo RCA Victor. Podjetje je leta 1948 uvedlo format gramofonskih plošč »long play« in z znamenitimi iskalci talentov, med katerimi je znan predvsem John Hammond, pritegnilo nekaj najvidnejših ameriških glasbenikov, kot so Benny Goodman, Aretha Franklin, Bob Dylan, Barbra Streisand, Bruce Springsteen in Stevie Ray Vaughan. Še vedno ohranja pomemben položaj na trgu z glasbeniki, ki snemajo zanjo, pa tudi z mednarodnimi pogodbami, med katerimi je licenca za ameriško distribucijo posnetkov britanske zvezdnice Adele.